# 橙花瑞香
橙花瑞香（学名：Daphne aurantiaca）为瑞香科瑞香属下的一个种。

## 扩展阅读
- 維基物種上的相關：橙花瑞香